# Iofi Lalogafuafua
Iofi Lalogafuafua é um treinador de futebol da Samoa Americana. Atualmente não comanda nenhuma equipe.

## Carreira internacional
Iofi treinou a seleção nacional da Samoa Americana em agosto de 2011, ficando no comando até outubro.
Atuou nos Jogos do Pacífico de 2011, com uma campanha de cinco derrotas em cinco partidas, sendo a última um 4 a 0 contra Tuvalu.